# Great American Lesbian Art Show

Le Great American Lesbian Art Show (GALAS) est une exposition d'art organisée au sein du Woman's Building à Los Angeles, en Californie, aux États-Unis, ainsi que dans d'autres lieux associés, du 3 au 31 mai 1980,.

## Organisation
Le GALAS est un événement exclusivement sur invitation. Il s'agit d'une exposition de dix artistes lesbiennes sélectionnées et de nombreuses expositions régionales ou « sœurs » dans plusieurs villes des États-Unis, tels que New York, San Francisco, Boston, Chicago, Bozeman, Winter Park, Lawrence, Alexandria et Anchorage, parmi « plus de 200 spectacles et événements,, ». Selon l'historienne de l'art Margo Hobbs Thompson, les travaux présentés constituaient « une critique des normes de genre contemporaines ». L'une des organisatrices, Terry Wolverton, parle du GALAS comme « d'un projet d'un an visant à apporter une reconnaissance nationale à l'art lesbien et ses artistes. »
La préparation du GALAS commence au printemps 1979. Les membres organisatrices, Terry Wolverton, Bia Lowe, Jody Isanna Palmer, Tyaga et Louise Moore, connues sous le nom de GALAS Collective, sont indépendantes du Lesbian Art Project, réuni également au sein du Woman's Building. Cela étant dit, il y a eu quelques membres appartenant aux deux collectifs.
Le Gay and Lesbian Community Services Center de Los Angeles a soutenu l'exposition,.

## Artistes exposées
Les artistes invitées à participer à l'exposition sont, :
- Lula Mae Blocton
- Tee Corinne
- Betsy Damon
- Louise Fishman
- Nancy Fried
- Harmony Hammond
- Debbie Jones
- Lili Lakich
- Gloria Longval
- Kate Millett (bien qu'elle s'identifie comme étant bisexuelle, et non lesbienne[10])

Elles viennent toutes de Los Angeles ou New York.

## Réception critique
Tyaga, l’une des commissaires de l’exposition, citée par le Los Angeles Times lors de l'événement explique : « Le simple nom de Great American Lesbian Art Show en dit long. Cela aide à surmonter la peur. L'art n'est pas menaçant - il est accroché au mur et les gens regardent. C'est l'étiquette qui est menace. »
Harmony Hammond, écrit dans l'Encyclopédie des cultures et des cultures gays et lesbiennes, que GALAS est « remarquable pour sa structure curatoriale innovante » et qu'elle « marquait la première fois que des lesbiennes de couleur participaient à une grande exposition sur l'art lesbien. »
L'historien de l'art et professeur Christopher Reed décrit le GALAS comme « mal documenté » mais déclare aussi que l’événement montre « un plus grand intérêt pour la figuration chez les artistes lesbiennes en dehors de New York. »
Simon LeVay commente au sujet du GALAS et d'une autre exposition de la même époque: « Pour la première fois, un grand nombre d’artistes étaient disposées à rendre public le fait qu’elles soient lesbiennes, bien que certaines d’entre elles aient gardé le contenu lesbien comme suggestion une déclaration manifeste dans leur art. »
Sarah L. Stifler, quant à elle, parle de la « variété de médias » de GALAS, tout en précisant qu'elle n'inclut pas les « références flagrantes à la sexualité » présentes dans l'exposition All but the Obvious de 1990. Elle écrit également : « Une grande partie de mes recherches s'est concentrée sur GALAS et ABO. »

## Voir également
- Lesbian Art Project

## Crédit d'auteurs
- (en) Cet article est partiellement ou en totalité issu de l’article de Wikipédia en anglais intitulé « Great American Lesbian Art Show » (voir la liste des auteurs).